# Port-Menier
Port-Menier är en liten fiskeby belägen på Anticostiöns västra delar i Québecprovinsen i Kanada, och tillhör L'Île-d'Anticosti kommun. Byn byggdes under sent 1800-tal under ledning av Henri Menier.
Folkmängden ökar under sommaren, då säsongsarbetare och turister anländer. Andra viktiga näringsgrenar är turism, renjakt och skogsbruk.
Port-Menier kan nås med färja som går mellan Sept-Îles, Port-Menier och Havre-Saint-Pierre, och andra  destinationer längsmed Saint Lawrenceflodens norra strand. Färjan körs av Relais Nordik, och går mellan april och januari. Flygtrafiken avgår till och från Port-Meniers flygplats.

### Fotnoter
1. ↑  ”L'Île-d'Anticosti (Municipalité)” (på franska). Commission de toponymie du Québec. http://www.toponymie.gouv.qc.ca/ct/toposweb/fiche.aspx?no_seq=177366. Läst 6 november 2009.
2. ↑  ”Relais Nordik Ferry Service”. Arkiverad från originalet den 3 augusti 2014. https://web.archive.org/web/20140803044413/http://www.bonjourquebec.com/qc-en/tourist-services-directory/ferry/relais-nordik-inc_428538.html. Läst 22 juli 2013.